# Seti
Pour les articles homonymes, voir SETI (homonymie).
La Seti est une rivière népalaise d'une longueur de 202 km. Elle est un affluent de la Karnali et donc un sous-affluent du Gange.